# Hitler contro Picasso e gli altri
Hitler contro Picasso e gli altri. L'ossessione nazista per l'arte è un film documentario del 2018 diretto da Claudio Poli con la presenza e voce narrante di Toni Servillo, uscito nei cinema italiani il 13 e 14 marzo 2018. Il film ha incassato al botteghino 430.000 euro.

## Trama
Nel 1937 a Monaco vennero organizzate due mostre.
La prima fu la mostra dedicata all'arte degenerata, identificata con le più importanti correnti artistiche dell'arte moderna: l'Impressionismo, l'Espressionismo, il Surrealismo, il Cubismo del pittore spagnolo Pablo Picasso. Tra gli artisti messi all'indice dai nazisti ci furono Marc Chagall, Vasilij Kandinskij, Henri Matisse, Otto Dix, Paul Klee, Oskar Kokoschka, …
Fu una mostra itinerante ospitata da dodici città tedesche e austriache e venne visitata da oltre due milioni di persone, ma non fu di pregio perché le opere vennero appese in modo confuso, prive di cornice, affinché risultasse caotica e brutta. I nazisti volevano che il pubblico interpretasse la libertà di espressione dell'arte moderna come una minaccia all'estetica del Reich e all'ideologia hitleriana. In realtà, la maggior parte dei collezionisti e dei mercanti delle avanguardie erano ebrei e, quindi, il vero nemico da abbattere non era l'arte degenerata. I nazisti requisirono queste opere degenerate e le misero all'asta come investimento economico e come introito.
L'altra mostra fu "La Grande esposizione dell'Arte Germanica" di cui il Führer si occupò personalmente e che definì come arte del popolo nel suo discorso inaugurale. Nell'arte classica trionfano imponenza e bellezza, purezza e benessere, elementi necessari per contrastare il degrado culturale. L'arte classica con le sue opere immortali è rassicurante.
Questa mostra segnò l'inizio della grande ossessione per l'arte classica che avrebbe visto Hermann Göring e Hitler contendersi i patrimoni dei paesi occupati.

## Riconoscimenti
Il 27 febbraio 2019 il documentario è stato premiato con il Nastro d'argento per il miglior documentario evento d'arte e una menzione speciale è stata assegnata a Remo Anzovino, autore della colonna sonora.